# Institut d'Orenbourg de l'Académie de droit de Moscou O.I.Koutafine

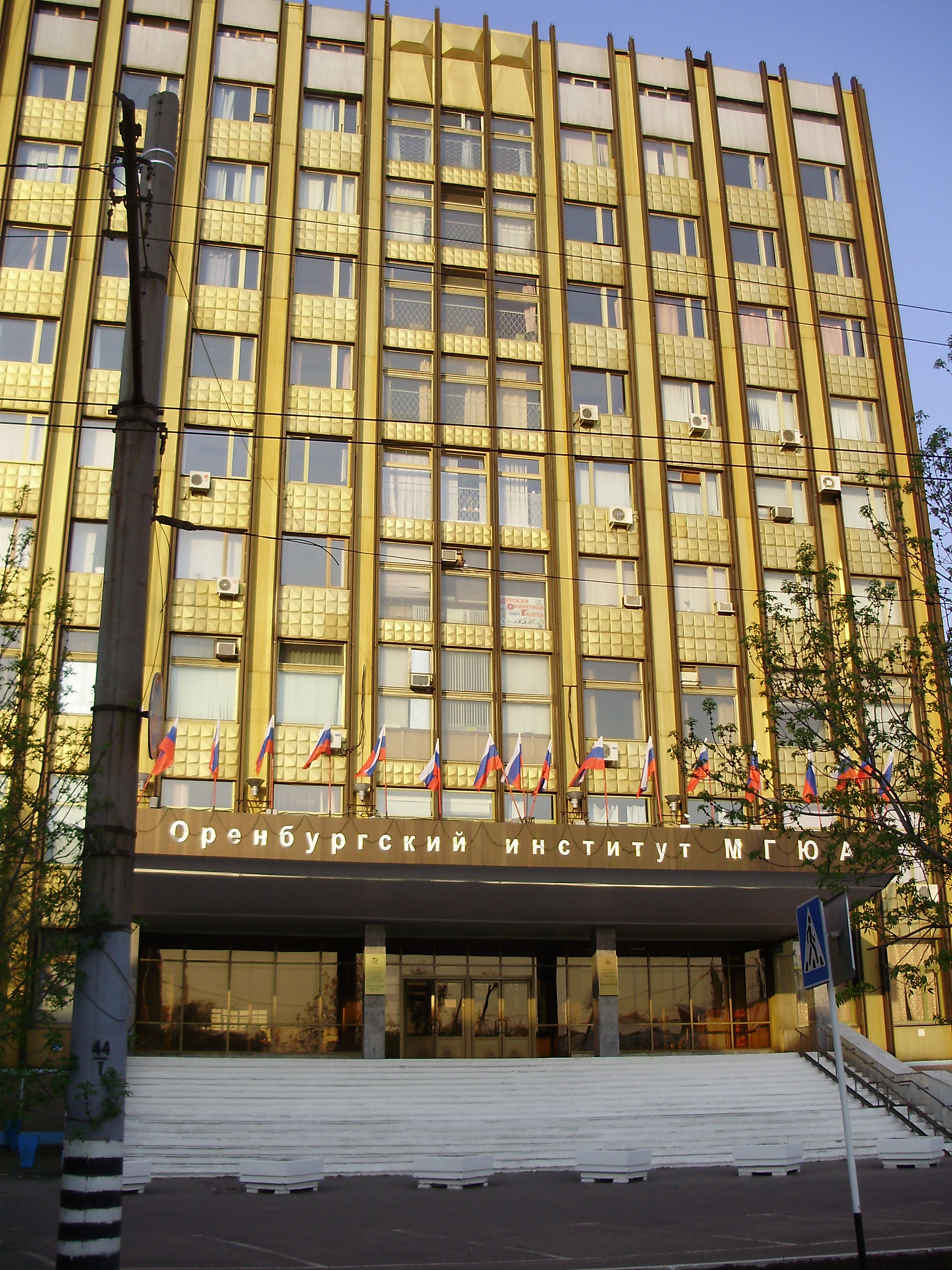
Institut d'Orenbourg de l'Académie de droit de Moscou O.I.Koutafine

L’Académie de droit de Moscou O.I.Koutafine est un établissement d’enseignement supérieur qui forme des juristes de premier ordre. Ces spécialistes travaillent ensuite dans la fonction publique, dans des tribunaux, au Parquet, divers organes du ministère de la Justice, en tant que notaires ou bien au barreau.
L'Institut d’Orenbourg est l'annexe provinciale la plus importante de cette académie.

## Histoire
Un centre consultatif et d’études est fondé en vertu d'un décret du commissariat du Peuple à la justice daté du 20 novembre 1941.  Les études commencent le 1er janvier 1942. 
En 1971, le centre est réorganisé en faculté, en 1992 – en filiale. Selon un décret du ministère de l'enseignement du 13 janvier 1997 la filiale est rebaptisée en Institut d’Orenbourg de l’Académie de droit de Moscou. 
À partir de 1992, un département de cours par correspondance est ouvert ; en 2002 on ouvre une section de droit international privé. Un deuxième diplôme d'interprète est créé. 
Depuis 1992 on organise des groupes pour une formation ciblée.
En plus, en 1995, à l’initiative du gouvernement de l’oblast d'Orenbourg, on a créé des sections de gestion administrative publique (gestion publique et municipale). Les fonctionnaires peuvent y recevoir une formation professionnelle.
En 2007, les cours du soir sont inaugurés.
L'année 1995 voit la parution journal d’étudiants  « You ». 

## Administration de l’Institut
- Son directeur, depuis 1987, est M. M. I. Poltchkov, candidat au doctorat en droit, chargé de cours et juriste éminent.
- Le sous-directeur d’études est M. A. F. Kolotov A.F., candidat au doctorat en droit et chargé de cours.
- Le sous-directeur d’économat est M. V. V. Oborkine.

## Institut aujourd’hui
Depuis 1942, l’Institut a formé près de 17 000 juristes de catégorie supérieure. Aujourd'hui les étudiants russes ou de pays-membres de la Communauté des États indépendants  atteignent le chiffre de 2 500 personnes. Les étudiants bénéficient de syndicats d’étudiants. Il y a aussi une Société scientifique d’étudiants qui organise des conférences annuelles scientifiques. 
L'Institut comprend deux départements principaux, celui du jour et celui par correspondance, tous les deux réunissent 11 chaires :
- Droit rural et écologique
- Droit administratif et financier
- Droit civil et de procédure civile
- Langues étrangères
- Histoire du droit et histoire du droit public
- Droit constitutionnel et international
- Sciences sociales, mathématiques, économie et sciences naturelles
- Théorie du droit et d’État
- Droit du travail et des affaires
- Droit pénal et criminologie
- Droit de procédure pénale et criminalistique.

La bibliothèque dispose de plus de 170 000 ouvrages. Il existe aussi un laboratoire d’études judiciaires.

### Consultations publiques
En 1999, on a créé dans les murs de l’Institut une consultation juridique publique. Son objectif principal est une assistance qualifiée de la part des meilleurs étudiants envers les couches socialement fragiles. Pour être capable de donner des avis juridiques, il faut avoir de bons résultats dans ses études, passer une épreuve de qualification et suivre un cours de formation. À la sortie de la consultation, les étudiants présentent un rapport.